# Цимбалістий Богдан-Ярослав Іванович
Богдан-Ярослав Іванович Цимбалістий (5 серпня 1919, с. Бовшів, нині — Галицький район, Івано-Франківська область — 16 серпня 1991, Ознеряни, Нью-Йорк, США) — український психолог, філософ, громадсько-політичний і культурний діяч, публіцист.

## Біографія
Народився 5 серпня 1919 року у селі Бовшові, поблизу Галича на Станіславівщині в родині Івана та Марії з Стельмахів. Батько мав незакінчену правничу освіту, а мати закінчила правничу семінарію. Богдан був найстаршою дитиною в родині та мав трьох сестер і двох братів.
По закінченню народної школи у 1933 році Богдан вступив до станіславівської Державної гімназії з руською мовою навчання. Гімназію Богдан закінчив з відзнакою невдовзі перед вибухом другої світової війни, у травні 1939 року. Ще під час навчання в гімназії став членом ОУН. З початком радянської окупації Богдан вступив на філософський факультет Львівського університету. У Львові Богдан продовжив свою підпільну діяльність.
Після окупації Львова німецькими військами, переїхав до Берліна, де вивчав психологію на філософський факультет Берлінського університету. По війні Богдан продовжував свої студії психології, педагогіки та соціології у Геттінгенському університеті, де користувався пошаною та довірою університетської адміністрації, зокрема декана філософського факультету Ґерберта Шефлера та відомого на той час німецького психолога Ґустава Йоґаннеса фон Аллеша. Завдяки їхній підтримці Богдан мав можливість допомагати своїм землякам-студентам, а 1948 року він на відмінно захистив докторську дисертацію на тему: «Подібність та контраст величин при геометрично-оптичних помилках» (керівник — Ґустав Йоґаннес фон Аллеш). Крім навчання в університеті він також був редактором студентського журналу «Стежі».
Наступним етапом у Богдановому житті був переїзд до Бельгії та продовження студій психології у Лувенському університеті. 1951 року він виступив з блискучою доповіддю на конференції «Pax Romana» в Реймсі (Франція). Завдяки цьому його запросили на посаду директора української програми іспанського національного радіо в Мадриді. Там він був редактором щоденної програми, співробітником інституту «Oriente Europeo» та співредактором журналу «Oriente».
1959 року переїхав до США. Працював у психіатричному шпиталі в Оранжбурзі. 1960 року Цимбалістий був запрошений на посаду директора психологічного відділу в інституті перевиховання молодих правопорушників (англ. New Jersey Training School for Boys) у Джеймсбурзі, де опісля став директором професійної служби. В цій інституції Богдан був відповідальний за впровадження та розвиток різних реабілітаційних програм для молодих людей з психічними відхиленнями. Крім того, у різний час Богдан співпрацював з установами цього профілю, в штаті Нью-Джерсі викладав курси психології у Ратґерському університеті та провадив приватну психотерапевтичну практику.
Від другої половини 1979 року очолив управління Українського Музею у Нью-Йорку. Активний учасник громадсько-політичного життя української діаспори. Через значну відстанль до Нью-Йорка та погіршення стану здоров'я, Богдан вимушений був залишити працю в Українському музеї.
Після виходу на пенсію оселився з сім'єю в Ознерянах біля Глен Спея (штат Нью-Йорк). Ще близько 1959 року Богдан почав хворіти на гіпертонію. Ця недуга послаблювала функціонування артерій, а опісля й серця, що стало причиною його смерті 16 серпня 1991 року.

## Творчий доробок
Друкував свої твори українською, іспанською, англійською мовами у періодичних емігрантських виданнях, як під своїм іменем, так і під псевдонімами Б. Стельмах, Б. Ярос, Я. Стельмахів, Б. Озерянин, Я. Іванів, Б. Яровенко та ін.
Цимбалістому належить близько 200 праць. Найзначнішими є «Проблема ідентичності: Україна чи Америка» (Чикаго, 1974), «Рух за патріярхат і українська спільність» (Нью-Йорк, 1978), «Тавро бездержавности» (Джерсі Сіті, 1982).
У своїй творчості він вважав рушійною та вирішальною силою суспільного життя є активна діяльність людини. Людина повинна боротися проти будь-якої несправедливості, творити щастя, щоб протестувати проти будь-якого нещастя. Якщо людина не здатна діяти, ризикувати своїм життям за якусь ідею то вона є неповноцінною.
Розвиток та збереження українським народом своєї ідентичності Богдан Цимбалістий пов'язував з державним відродженням України, яке завжди відбувається через усвідомлення побутової особливості українського народу, витворення окремої культури в сенсі способу життя народу та її збереження. Великого значення він надавав науці, зазначаючи, що наука допомагає накопичити людині певні знання, навчає її узагальнювати факти, дає логічний та естетичний вираз, космополітичний погляд на життя. Вважав, що церква допоможе зберегти національну ідентичність українців, розселених в діаспорі, боронити людину від зведення її до функції робота в тоталітарній державі.

## Родина
1965 року він одружився з Мартою Олесницькою, яка належала до давнього священичого роду Вальницьких, спорідненого з багатьма відомими українськими родинами. Рівночасно Богдан став батьком для її неповнолітньої доньки Оксани.